# Васильево (Бабушкинский район)
Васильево — деревня в Бабушкинском районе Вологодской области.
Входит в состав Березниковского сельского поселения, с точки зрения административно-территориального деления — в Березниковский сельсовет.
До 4 июня 2001 года была центром сельсовета.
Расстояние до районного центра села имени Бабушкина по автодороге — 78 км, до центра муниципального образования Воскресенского по прямой — 0,6 км. Ближайшие населённые пункты — Житниково, Воскресенское, Душнево.
Население по данным переписи 2002 года — 190 человек (91 мужчина, 99 женщин). Преобладающая национальность — русские (98 %).
В деревне Васильево расположены памятники архитектуры церковь Воскресения, усадьба Казарина (амбар, колодец).